# 나카카와테촌
나카카와테촌(일본어: 中川手村)은 일본 나가노현 히가시치쿠마군에 있던 촌이다. 현재의 아즈미노시에 해당한다. 

## 역사
- 1889년 4월 1일 - 정촌제 시행에 의해 나카카와테촌이 단독으로 자치체를 형성하였다.
- 1955년 4월 1일 - 히가시카와데촌과 합병해 아카시나정이 성립하여, 동일 나카카와테촌은 폐지되었다.

## 교통

### 철도
- 일본국유철도
  - 시노노이선

### 도로
- 국도 제19호선

## 참고문헌
- 角川日本地名大辞典 20 長野県